# Ruy Barbosa (Rio Grande do Norte)
Ruy Barbosa est une municipalité brésilienne située dans l'État du Rio Grande do Norte.